# Hermogenes Ilagan
Hermogenes Ilagan (Bigaa, 19 april 1873 - 27 februari 1943) was een Filipijns zarzuela-zanger, schrijver en producent. Hij wordt wel aangeduid als de "vader van de Tagalog zarzuelas" vanwege zijn pionierswerk en grote succes met deze vorm van opera in de Filipijnen.

## Biografie
Hermogenes Ilagan werd geboren in Bigaa, het tegenwoordige Balagtas in de provincie Bulacan. Hij was de oudste zoon van Simplicio Ilagan en Candelaria Espinosa. Zijn vader was de dirigent van het kerkkoor en had bovendien een lokale band. Zijn moeder was zangeres. Ook Hermoges zong al op jonge leeftijd in het kerkkoor van zijn geboorteplaats. Op achtjarig leeftijd werd Ilagan op voorspraak van de priester van Bigaa door zijn grootvader naar de Filipijnse hoofdstad Manilla gebracht, waar hij werd opgenomen in het jongenskoor van de Santa Cruz Church. Daarnaast was hij misdienaar en kreeg hij de mogelijkheid om te studeren. Eerst ging hij naar de school van Enrique Mendiola en later studeerde hij aan de Ateneo de Manila. Op 18-jarige leeftijd was Ilagan de Cantor van de Jezuïtische kerk van San Ignacio.
Rond deze leeftijd trad hij ook op met een groep van Yeyeng Fernandez, Nemesio Ratia en Jose Carvajal, die in die periode optraden in Cebu en Iloilo. Als 20-jarige was hij lid van het koor van een Italiaans gezelschap en bij het begin van de Filipijnse revolutie werkte hij voor een Spaanse Zarzuelagroep in de Filipijnse hoofdstad. In deze periode begon hij ook te denken aan een eigen zarzuelagroep. De Filipijns-Amerikaanse Oorlog zorgde ervoor dat hij dit voornemen moest uitstellen totdat in 1902 de rust in Manilla en omgeving terugkeerde. In 1903 richtte Ilagan zijn eigen zaruela-productiebedrijf op met de naam Samahang Zarzuela Geronimo at Ilagan. Deze groep hield al snel op te bestaan en ook een nieuwe groep onder de naam Samahang Zarzuela Ilagan at Lopez bleef maar kort bestaan. Daarop richtte hij Samahang Ilagan op. De eerste opvoering met deze groep was de drieakter Wagas na Pag-irog op 10 oktober 1903 in Teatro Zorilla.
De jaren erna produceerde hij met zijn bedrijf nog vele zarzuela-opvoeringen. Ilagan schreef veel van de zaruelas zelf en in veel van de voorstellingen werden de mannelijke hoofdrollen gespeeld door zijn broers Jose, Melchor en Juan. Enkele van de door hem geschreven zarzuelas waren: Ang Buhay nga Naman, Ang Buwan ng Oktubre, Bill de Divorcio, Dahil kay Ina, Dalagang Bukid, Dalawang Hangal, Despues de Dios, el Dinero, Ilaw ng Katotohanan, Kagalingan ng Bayan, Venus (Ang Operang Putol), Wagas na Pag-ibig, Sangla ni Rita, isang Uno’t Cero, Centro Pericultura, Panarak ni Rosa (ook bekend als Punyal ni Rosa) en Lucha Electoral. Zijn meest succesvolle zarzuela was Dalagang Bukid, dat vele honderden keren werd opgevoerd door het gezelschap met (wisselend) in de hoofdrol Casiana de Leon, Atang de la Rama, Amanding Montes, Virginia Montilla. Deze zarzuela van Ilagan vormde ook de basis voor de eerste film van regisseur José Nepomuceno met dezelfde naam.
Ilagan overleed in 1943 op 69-jarige leeftijd aan de gevolgen van trombose in de kransslagaders. HIj was getrouwd met Casiana de Leon en kreeg met haar 13 kinderen. Zijn zoon Gerardo de Leon groeide uit een van de meest bekende filmregisseurs van de Filipijnen en werd in 1982 uitgeroepen tot nationaal kunstenaar van de Filipijnen. Twee andere zonen van hem waren acteurs Angel Esmeralda en Tito Arevalo.